# 納里日扎
49°43′38″N 32°48′16″E / 49.72722°N 32.80444°E
納里日扎（烏克蘭語：Наріжжя），是烏克蘭中部的村莊，隸屬波爾塔瓦州的克雷門丘克區。該村處於蘇拉河畔，距離馬特維伊夫卡5公里，海拔高度83米，2001年人口469。